# Динамо (Одеса)
Футбольний клуб «Динамо» — радянський і український футбольний клуб з міста Одеси.
Заснований 1923 року. Бронзовий призер чемпіонату України. Неодноразовий чемпіон, призер і володар кубка Одеси і Одеської області.

## Досягнення
Україна

#### Чемпіонат УРСР
- Клас «А» / Вища ліга / Прем'єр-ліга
  -  Срібний призер(2) — 1936, 1937
  -  Бронзовий призер(2) — 1931, 1944

- Чемпіонат Одеської області
  -  Чемпіон(2) — 1985, 1986,
  -  Бронзовий призер(2) — 1987, 1988

- Кубок Одеської області з футболу
  -  Володар(4) — 1986, 1988, 1990, 1991
  -  Фіналіст(2) — 1985, 1987

- Чемпіонат Одеси з футболу
  -  Чемпіон(3) — 1930, 1934, 1982
  -  Срібний призер(4) — 1932, 1933, 1946, 1949,
  -  Бронзовий призер(3) — 1945, 1947, 1948

- Зимовий чемпіонат Одеси
  -  Чемпіон(1) — 2013/14
  -  Срібний призер(1) — 1989/90

- Кубок Одеси з футболу
  -  Володар(5) — 1949, 1985, 1986, 1987, 1988
  -  Фіналіст(1) — 2006

## Попередні назви
- 1923—1936: «Динамо»
- 1979—1993: «Динамо» Біляївка
- 1994—1995: «Динамо-Дагма»
- 1995—1996: «Динамо-Флеш»
- 1996: «Динамо-Зміна» м. Южне
- 1997: «Динамо»
- 1998: «Динамо-СКА»
- 2005—2006: «Динамо-Честь»
- 2007: «Динамо»

## Історія
Вперше на футбольній карті Одеси команда «Динамо» з'явилася 1923 року. Надалі, неодноразово припиняючи своє існування, вона регулярно відроджувалася 1979—1993, в український період 1994 року під назвою «Динамо-Дагма». У 1995/96 під назвою «Динамо-Флеш» була включена до чемпіонату України замість розформованого «Чорноморця-2». 1996 року переведена в Южне як «Динамо-Зміна», надалі «Зміна» (Южне), відроджена 1997, 1998 посіла місце розформованого «СКА-Лотто». У сезоні 1998/99 команда знялася з чемпіонату після першого кола. 2005 року клуб відроджено як «Динамо-Честь», виступав у чемпіонаті міста Одеси. 2007 року знявся зі змагань під назвою «Динамо».

## Всі сезони в незалежній Україні
| Сезон   | Чемпіонат     | Чемпіонат | Чемпіонат | Чемпіонат | Чемпіонат | Чемпіонат | Чемпіонат | Чемпіонат | Кубок        | Кубок | Кубок | Кубок | Кубок | Кубок | Кубок | Примітка                                         |
| Сезон   | Ліга          | Місце     | І         | В         | Н         | П         | М         | О         | Етап         | І     | В     | Н     | П     | М     | О     | Примітка                                         |
| ------- | ------------- | --------- | --------- | --------- | --------- | --------- | --------- | --------- | ------------ | ----- | ----- | ----- | ----- | ----- | ----- | ------------------------------------------------ |
| 1995/96 | Друга Група А | 20 з 22   | 40        | 3         | 6         | 31        | 12-85     | 15        | 1/64 фіналу  | 1     | 0     | 0     | 1     | 1−5   | 0     | «Динамо-Флеш»                                    |
| 1997/98 | Друга Група Б | 17 з 17   | 32        | 7         | 7         | 18        | 26−40     | 28        | 1/64 фіналу  | 2     | 1     | 0     | 1     | 3−4   | 2     | «Динамо»                                         |
| 1998/99 | Друга Група Б | 14 з 16   | 26        | 1         | 3         | 22        | 5−27      | 0         | 1/128 фіналу | 2     | 0     | 0     | 2     | 1−4   | 0     | «Динамо-СКА» дискваліфіковано після першого кола |
| Всього  | Друга         | 3 сезони  | 98        | 11        | 16        | 71        | 43−152    | 38        | >3 сезони    | 5     | 1     | 0     | 4     | 5−13  | 2     |                                                  |